# XiWang-4
XiWang-4 (chinesisch 希望四號 / 希望四号, Pinyin Xīwàng Sìhào), kurz XW-4, auch Hope-4 , Macau Student Science 1 (澳门学生科普卫星一号), CAS-10 (Chinese Amateur Radio satellite 10) war ein chinesischer Amateurfunksatellit. Er war eine Nachfolgemission von CAMSAT XW-3.

## Aufbau
Der von der Hangtian Dong Fang Hong, einer Tochterfirma der Chinesischen Akademie für Weltraumtechnologie, zusammen mit Schülern aus Macau konzipierte und gebaute Satellit hatte eine 8U-CubeSat-Struktur mit den Abmaßen von ca. 228 mm × 455 mm × 100 mm, einer Masse von 12 kg und zwei Solarzellenflügeln mit insgesamt vier Solarmodulen sowie Akkumulatoren für die Zeit, wo er sich im Erdschatten befand. Es wurde ein dreiachsenstabilisiertes Lageregelungssystem verwendet, zur Orientierung besaß der Satellit einen Sonnensensor. Der durchschnittliche Stromverbrauch betrug etwa 18,3 W.
Der Satellit trug:
- Einen linearen VHF-Uplink- und UHF-Downlink-Transponder mit einer Bandbreite von 30 kHz. Dieser Transponder wird während der Lebensdauer des Satelliten den ganzen Tag über in Betrieb sein, und Funkamateure auf der ganzen Welt können ihn für Zwei-Wege-Relaiskommunikation nutzen.
- Eine kleine Kamera und ein einfaches Fernsteuerungssystem nach dem Mehrfrequenzwahlverfahren, mit dem Funkamateure rund um den Globus Befehle senden konnten, um die Kamerafotos herunterzuladen.
- Eine CW-Bake zum Senden von Satellitentelemetriedaten, ebenfalls eine Funktion, die von Funkamateuren sehr geschätzt wird.
- Ein AX.25 4.8k/9.6kbps GMSK Telemetrie-Downlink.[3][4]

## Mission
Da die Ladekapazität der Tianzhou-Frachtraumschiffe nicht immer voll ausgenutzt wird, bietet das unter der Verantwortung der Chinesischen Akademie für Weltraumtechnologie stehende Frachtersystem des bemannten Raumfahrtprogramms chinesischen Behörden, Forschungseinrichtungen und Schulen an, bei Versorgungsflügen zur Chinesischen Raumstation Cubesats mitfliegen zu lassen, die zu einem geeigneten Zeitpunkt – die Frachter bleiben in der Regel ein halbes bis ein Jahr im All – von Abschussvorrichtungen am schrägen Übergang vom Servicemodul zum Frachtmodul des Raumschiffs ausgesetzt werden. Jeder Cubesat sitzt in einer Röhre mit quadratischem oder rechteckigem Querschnitt, aus der er mit Federkraft, ohne den Einsatz von Sprengmitteln oder Raketen, herausgeschleudert wird. Wie bei einem regulären Startturm befinden sich in dem Gerät Schnittstellen, über die der Frachter mit dem Satelliten kommunizieren kann.
Am 30. März 2022 wurde das Schülerprojekt aus Macau von einer Kommission unter der Leitung von Generalmajor Chen Shanguang, Stellvertretender Technischer Direktor des bemannten Raumfahrtprogramms der Volksrepublik China, für die Mitnahme auf Tianzhou 5 ausgewählt. Das Raumschiff wurde am 12. November 2022 vom Kosmodrom Wenchang mit einer Trägerrakete vom Typ Langer Marsch 7 ins All gebracht. Zwei Stunden nach dem Start (damals Weltrekord) dockte der Frachter an der Heckschleuse der Chinesischen Raumstation an, die sich in einem um 41,5° zum Äquator geneigten, kreisförmigen Orbit von etwa 400 km Höhe befand. Gut einen Monat später, am 18. Dezember 2022 – zwei Tage vor dem 23. Jahrestag der Wiedervereinigung Macaus mit China – um 01:30 Uhr Uhr UTC wurde XiWang-4 von Tianzhou 5 ausgesetzt, der immer noch an der Raumstation angedockt war.
Bereits eine Stunde nach dem Aussetzen konnte ein japanischer Funkamateur die ersten Signale des Satelliten empfangen.
Auf Antrag von CAMSAT und des XiWang-4-Teams benannte der OSCAR-Nummer-Koordinator der AMSAT-NA den Satelliten am 1. Januar 2023 als Hope-OSCAR 119 (HO-119).
Im weiteren Verlauf wurde Xiwang 4 primär von Kantonesisch sprechenden Funkamateuren aus dem Perlflussdelta (Guangdong, Hongkong, Macau) genutzt, aber auch von Minnan-Sprechern zu beiden Seiten der Formosastraße und aus anderen Teilen der Welt.
Der Satellit ist am 15. März 2023 beim Wiedereintritt in die Atmosphäre verglüht.

## Frequenzen
- CW-Bake: 435,575 MHz (Leistung 20 dBm, Morse-Geschwindigkeit 22 wpm)
- GMSK-Telemetrie: 435,725 MHz (Leistung 23 dBm, Datenrate 4800 bps)
- V/U-Lineartransponder: Uplink 145,870 MHz; Downlink 435,180 MHz (Leistung 23 dBm, Bandbreite 30 kHz, invertierend)